# Теорема Паскаля

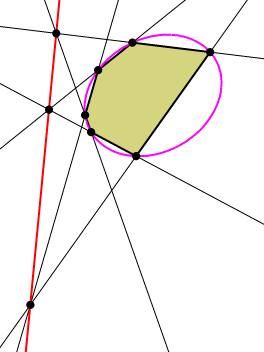
Шестикутник вписаний в еліпс, точки перетину трьох пар протилежних сторін лежать на одній (червоній) прямій

Теорема Паскаля — теорема проєктивної геометрії, яка свідчить, що
| Якщо шестикутник вписаний в коло або будь-який інший конічний перетин (еліпс, параболу, гіперболу, навіть пару прямих), то точки перетину трьох пар протилежних сторін лежать на одній прямій. |

Теорема Паскаля двоїста до теореми Бріаншона.

## Історія
Вперше сформульована і доведена Блезом Паскалем у 16 років як узагальнення теореми Паппа. Цю теорему Паскаль взяв за основу свого трактату про конічні перетини. Сам трактат пропав і відомий лише його короткий зміст з листа Лейбніца, який під час свого перебування в Парижі мав його у своїх руках, і короткий виклад основних теорем цього трактату, складений самим Паскалем (Есе про конічні перетини).

## Про доведення
- Одне з доведень базується на підрахунку подвійних відношень.
- Ще одне доведення ґрунтується на послідовному застосуванні теореми Менелая.
- Проєктивним перетворенням можна перевести описану коніку в коло, при цьому умова теореми збережеться. Для кола теорема може бути доведена з існування ізогонального спряження.
  - У разі опуклого багатокутника, вписаного в коло, можна здійснити проєктивне перетворення, що залишає коло на місці, а пряму, що проходить через точки перетину двох пар протилежних сторін відвести на нескінченність. У цьому випадку твердження теореми стане очевидним.

## Застосування
- Дозволяє будувати конічний перетин по п'яти точках як геометричне місце точок відповідних шостій точці шестикутника в конфігурації.

## Варіації і узагальнення
Теорема правильна і в тому випадку, коли дві або навіть три сусідніх вершини збігаються (але не більше ніж по дві в одній точці).
У цьому випадку як пряма, що проходить через дві вершини, що збігаються, приймається дотична до лінії в цій точці.
Зокрема:
| Дотична до лінії 2-го порядку, проведена в одній з вершин вписаного п'ятикутника, перетинається зі стороною, протилежної цій вершині, в точці, яка лежить на прямій, що проходить через точки перетину інших пар несуміжних сторін цього п'ятикутника. |

| Якщо ABCD — чотирикутник, вписаний в лінію 2-го порядку, то точки перетину дотичних в вершинах С і D відповідно зі сторонами AD і ВС і точка перетину прямих А В і CD лежать на одній прямій. |

| Точки перетину дотичних в вершинах трикутника, вписаного в лінію 2-го порядку, з протилежними сторонами лежать на одній прямій. |

Ця пряма називається прямою Паскаля даного трикутника.

Шестикутник ABCDEF (праворуч) вписаний в коло, точки перетину трьох пар продовжень його протилежних сторін лежать (ліворуч) на одній (синій) прямій MNP (пряма Паскаля)

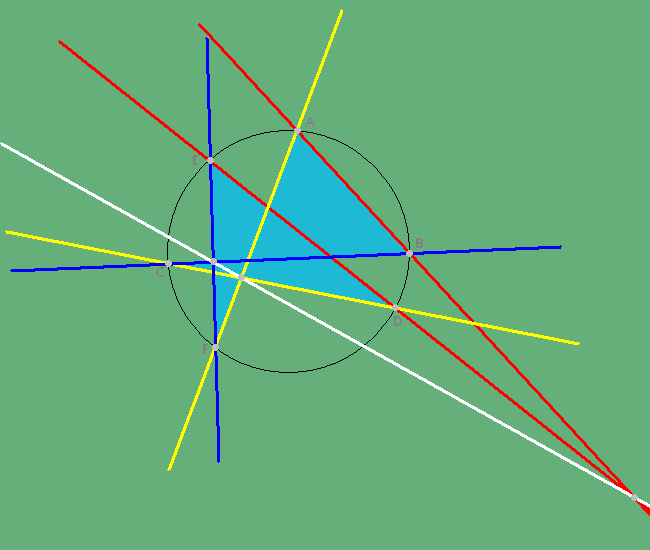
Теорема правильна навіть для вписаного в коло шестикутника ABCDEF, що має самоперетини. Пари (кожна свого кольору — червоного, жовтого, синього) його протилежних продовжених сторін перетинаються на лінії Паскаля (біла)

У 1847 з'явилося узагальнення теореми Паскаля, зроблене Мебіусом, яке звучить так:
| Якщо багатокутник з {\displaystyle 4n+2} сторонами вписаний в конічний перетин і протилежні його сторони продовжені таким чином, щоб перетнутися в {\displaystyle 2n+1} точці, то якщо {\displaystyle 2n} цих точок лежать на прямій, остання точка теж буде лежати на цій прямій. |

Теорема Кіркмана:
| Нехай точки {\displaystyle A}, {\displaystyle B}, {\displaystyle C}, {\displaystyle D}, {\displaystyle E} та {\displaystyle F} лежать на одному конічному перетині. Тоді прямі Паскаля шестикутників {\displaystyle ABFDCE}, {\displaystyle AEFBDC} та {\displaystyle ABDFEC} перетинаються в одній точці. |

- Теорема про 9 точок на кубиці[ru]